# Fábrica de Vinhos Tito Silva
Fábrica de Vinhos Tito Silva é um prédio histórico localizado no Centro Histórico de João Pessoa, Brasil. O edifício é um dos pontos turísticos da cidade e sede de uma oficina-escola.

## História
A empresa Tito Silva & Cia., criada pelo jornalista Tito Henrique da Silva para a fabricação de vinhos de caju, inaugurou o prédio em 1892. A empresa ficou conhecida como a primeira, do nordeste brasileiro, na produção de vinho extraído do caju. O produto ficou conhecido internacionalmente, sendo premiado numa exposição em Bruxelas no ano de 1911 e na Exposição Internacional do Centenário da Independência, no Rio de Janeiro.
A empresa começou um declínio financeiro na década de 1960 e no ano de 1984 fechou as portas. Em 1981, o Governo do Estado da Paraíba desapropriou o local, porém, em 1984 o IPHAN tombou o prédio. Mesmo tombado como patrimônio histórico, o local ficou abandonado por anos, resultando no desabamento da cobertura de cinco galpões. Praticamente em ruínas, em outubro de 1997 teve início uma obra de restauração que só foi concluída em setembro de 2003.

### Arquitetura
Sua arquitetura é peculiar das construções industrial do final do século XIX, apresentando traços ecléticos.